# Liverpool (Austrália)
A Cidade de Liverpool é uma área de governo local, que fica ao sudoeste de Sydney, no estado Nova Gales do Sul, Austrália. A área abrange 305,5 km², e seu centro administrativo está localizado no subúrbio de Liverpool.